# Tal vez
„Tal vez” to piosenka latin-popowa stworzona na piąty hiszpańskojęzyczny album studyjny portorykańskiego piosenkarza Ricky’ego Martina pt. Almas del silencio (2003). Wyprodukowany przez Tommy’ego Torresa, utwór wydany został jako inauguracyjny singel promujący krążek dnia 25 marca 2003 roku.

## Teledysk
Wideoklip do utworu wyreżyserowali Kacho Lopez oraz Carlos Pérez. Jego premiera odbyła się kwietniem 2003.